# 段庄街道
段庄街道，是中华人民共和国江苏省徐州市泉山区下辖的一个乡镇级行政单位。

## 行政区划
段庄街道下辖以下地区：
榴园社区、城西社区、纺西社区、兴南社区、矿山社区、矿东社区、法苑社区和段庄社区。